# لوك بينل
لوك بينل (بالإنجليزية: Luke Pennell)‏ هو لاعب كرة قدم بريطاني في مركز الدفاع، ولد في 26 يناير 1996 في ميلتون كينز في المملكة المتحدة. لعب مع Banbury United F.C. ‏.

## وصلات خارجية
- لوك بينل على موقع قاعدة بيانات كرة القدم.إي يو (الإنجليزية)
- لوك بينل على موقع Soccerbase.com (لاعب) (الإنجليزية)
- لوك بينل على موقع Soccerway.com (الإنجليزية)